# SKA Lvov
SKA Lvov (Russisch: Спортивный клуб армии Львов) was een voetbalclub uit Lvov in de Sovjet-Unie. Heden is dit uit de Oekraïense stad Lviv, echter toen deze club bestond was de Russische schrijfwijze Lvov gebruikelijk. 

## Geschiedenis
De legerclub werd in 1949 opgericht als ODO Lvov. De club begon te spelen in de tweede klasse, maar degradeerde al na één seizoen. Door het ontbinden van Spartak Lvov werd ODO nu de beste club van de stad. In 1950 werd de club vicekampioen achter Spartak Oezjgorod. Ook de volgende jaren bleef de club in de subtop. Vanaf 1954 werd de tweede klasse uitgebreid naar meerdere regionale reeksen dus promoveerde de club weer. In 1958 werd de club voor het eerst kampioen en nam deel aan de eindronde om promotie, maar kon die daar niet afdwingen. In 1960 werd de naam SKA Lvov aangenomen. In 1962 zwaaiden enkele militairen af en werden andere spelers overgeplaatst naar de andere legerclub CSKA Moskou. Bovendien werd de tweede klasse gereorganiseerd en de stad Lvov kreeg één plaats toegewezen. De stad besloot om daarop zelf een club op te richten, die de plaats van SKA Lvov zou innemen als eerste club van de stad, Karpaty Lvov. SKA speelde daarom vanaf 1963 in de derde klasse. In 1965 werd de club kampioen en promoveerde terug naar de tweede klasse, waar de club tot 1969 speelde. De club speelde dan in de derde klasse tot de club in 1982 fuseerde met Karpaty Lvov en zo SKA Karpaty Lvov werd. De club nam de plaats van Karpaty over in de tweede klasse. In 1985 miste de club op een haar na de promotie door een slechter doelsaldo dan CSKA Moskou, dat evenveel punten had. De volgende jaren eindigde de club in de subtop.
In 1989 scheurde Karpaty Lvov zich terug van de club af en ging terug van start in de derde klasse. Dat jaar degradeerde de club uit de tweede klasse en werd hierna ontbonden. Het team verhuisde naar de nabijgelegen stad Drohobytsj waar een doorstart gemaakt werd als SFC Drohobytsj en sinds 1990 als FK Halychyna gespeeld wordt.

## Naamswijzigingen
- 1949—1956: ODO Lvov
- 1957: OSK Lvov
- 1957—1959: SKVO Lvov
- 1960—1981: SKA Lvov
- 1982—1989: SKA-Karpaty Lvov

## Bekende ex-spelers
- Vladimir Kaplitsjini
- Igor Sjkvyrin